# Pierre Vaillandet
Pierre Vaillandet, né le 13 mai 1888 à Versailles (Seine-et-Oise) et mort le 25 novembre 1971 à Toulouse (Haute-Garonne), est un homme politique français.

## Biographie
Fils d'Alfred Vaillandet, maire de Bourges révoqué en 1902 pour ses positions socialistes, secrétaire de la fédération SFIO de Vaucluse à sa création, Pierre Vaillandet est, comme son père, enseignant et sera affecté à l'école normale d'Avignon en 1924.
Membre de la SFIO dès 1917, il suit la majorité du parti au moment du congrès de Tours, mais quitte très rapidement le parti communiste, dont il devient un farouche opposant.
Secrétaire de la section socialiste d'Avignon en 1924, il est élu l'année suivante conseiller municipal sur la liste menée par Louis Gros. Devenu premier adjoint au maire, il démissionne cependant, comme tous les autres élus socialistes, en juillet.
Devenu secrétaire de la fédération socialiste du Vaucluse en 1926, il s'oppose à tout rapprochement électoral avec les communistes. Parallèlement, il milite aussi dans le syndicalisme enseignant, au sein du syndicat national des instituteurs, ainsi qu'à la Ligue des droits de l'homme, dont il est secrétaire fédéral à partir de 1927.
Ses positions sont cependant fortement contestées au sein de la SFIO locale, entrainant en 1928 la démission d'une trentaine d'adhérents de la section d'Avignon, ainsi qu'un affrontement assez sévère avec les militants de Carpentras, dont il sort vaincu. Écarté des législatives de 1928, il est cependant élu conseiller municipal d'Avignon l'année suivante.
Mais presque aussitôt, il est contesté au sein de la ligue des droits de l'homme, et n'est pas réélu comme secrétaire fédéral. Il claque alors la porte et de la LDH et de la SFIO, ce qui est interprété par de nombreux militants comme la traduction de ses ambitions personnelles déçues.
Il abandonne alors toute vie publique pour se consacrer à des travaux historiques, collaborant notamment au Bulletin des études robespierristes. 
Réélu conseiller municipal, et même premier adjoint de Louis Gros, en 1932, il revient à la SFIO. Désigné, non sans quelques tiraillements, candidat aux législatives de 1936 dans la circonscription d'Avignon, laissée vacante par l'élection de Gros au Sénat, il est élu sans trop de difficultés député et siège à la chambre de 1936 à 1940.
Il participe alors, sur une ligne "centriste" aux congrès de Marseille (1937) et Royan (1938) de la SFIO, il est aussi violemment anti-munichois.
Dans la débâcle, il vote cependant les pleins pouvoirs au maréchal Pétain le 10 juillet 1940.
Il bascule alors dans la Collaboration. Professeur à Paris, c'est un proche de Marcel Déat. Il devient membre du comité directeur du Rassemblement national populaire et secrétaire général de l'union de l'enseignement, un mouvement associé au RNP et dirigé par Ludovic Zoretti. Le 15 août 1944, il quitte Paris pour l'Allemagne. 
Il est condamné par contumace en 1946 à la dégradation nationale à vie, à la confiscation de ses biens et à 5 ans d'interdiction de résidence en région parisienne. En 1948, sa dégradation nationale est réduite à 5 ans et son interdiction de séjour est annulée.
Il se retire complètement de la politique et se consacre à des travaux d'histoire.

## Sources
- Jean Jolly (dir.), Dictionnaire des parlementaires français, Presses universitaires de France
- Dictionnaire biographique du mouvement ouvrier mouvement social, notice de François Roux

- Ressources relatives à la vie publique :   - Maitron
  - Base Sycomore
- Ressource relative à la recherche :   - Persée